# ジャガー・ルクルト
ジャガー・ルクルト（Jaeger-LeCoultre、フランス語発音: [ʒeʒɛʁ ləkultʁ]、[zhay-zher luh-kool-tre]、JLC）は、スイスのル・サンティエに拠点を置く1833年創業の高級時計メーカーである。
時計業界では機械技術に長けた存在として広く認知されており、その卓越した技術力から「グランド・メゾン」、「ウォッチメーカー・オブ・ウォッチメーカーズ」の異名をとる。パテック・フィリップ、オーデマ・ピゲ、ヴァシュロン・コンスタンタン、ブレゲ、A.ランゲ&ゾーネなどといった名だたる高級時計ブランドにムーブメントを供給してきた歴史を持ち、これら世界三大・五大高級時計ブランドに次ぐ名門として筆頭に名が挙げられるメーカーであるが、近年ではムーブメントサプライヤーという裏方のイメージを脱却して評価を高めており、平均価格帯は控えめながらそのブランド格は三大時計ブランドに匹敵するとの呼び声も高い。
ジャガー・ルクルトの普遍的なアイコンとして、レクタンギュラーケースのタイムピース「レベルソ」があり、アール・デコを纏った芸術的なデザインと独創的な機能が備わった名作として知られている。

## 概要

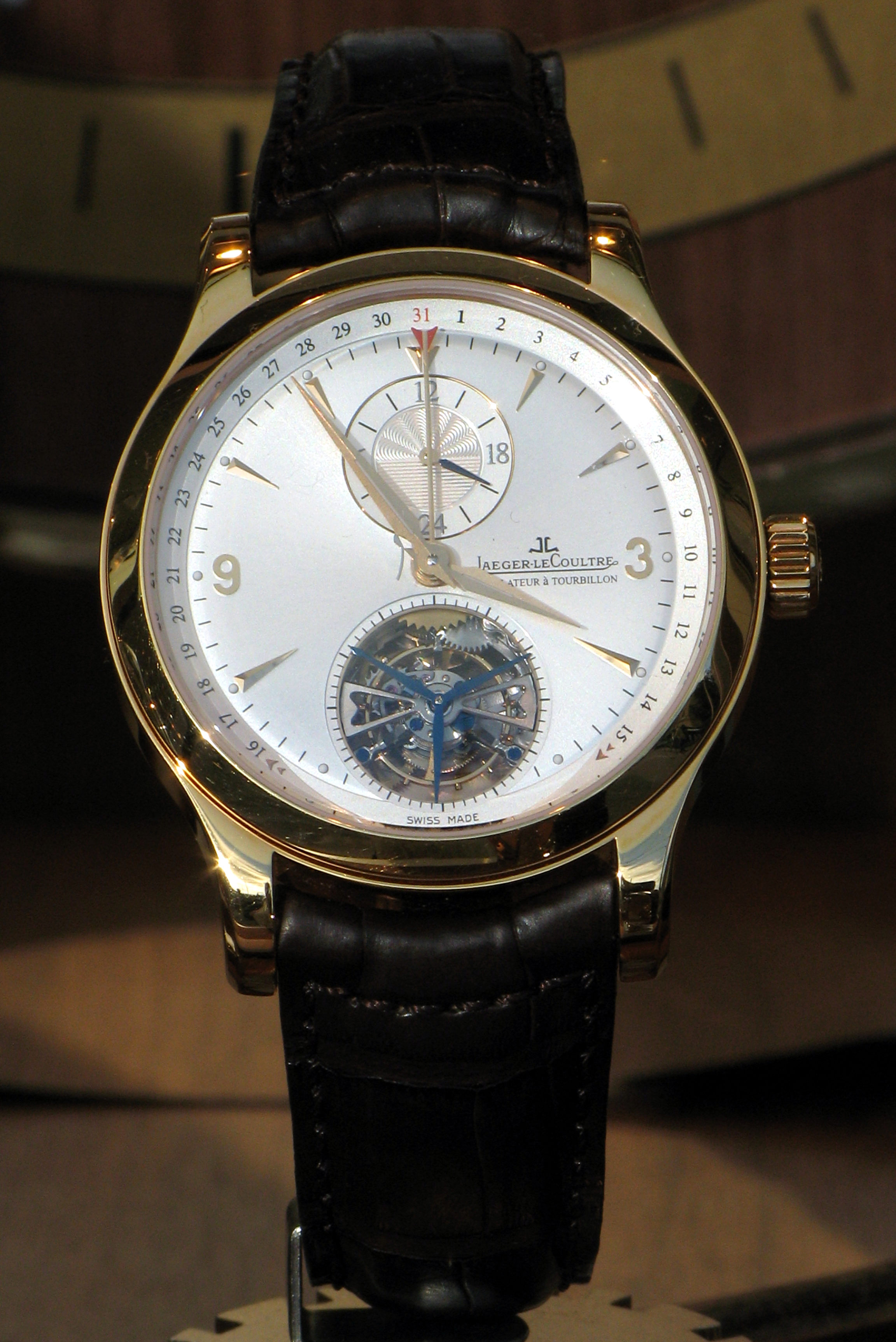
マスター・トゥールビヨン・デュアルタイム

スイス時計産業の聖地と言われるジュウ渓谷で初となる自社一貫生産体制（マニュファクチュール）を時代に先駆けて築き上げ、これまでに数百の発明と1,000種類以上のキャリバーを開発しており、そのなかには世界最小キャリバーや半永久的に動くタイムピース、世界初の球体トゥールビヨンも含まれる。
1992年より、ジャガー・ルクルトで製造されるほぼ全ての腕時計に対して、「精度」「気温変化への耐性」「気圧変化への耐性」「耐衝撃性」「耐磁性」「防水性」という６つの要素の検査を1000時間（約6週間）に渡って行う「1000時間コントロール」テストを実施している。これはスイス公式クロノメーター検定協会（COSC）により認定される「スイスクロノメーター検定」や、スイス政府およびジュネーヴ州によって厳しく規定された検定「ジュネーヴシール」よりも、遥かに厳格なテストである。
また、ジャガー・ルクルトは、どれだけ古くとも自社で製造した時計であれば修理を受け付ける「永久修理」を掲げている数少ないブランドの一つでもある。
2000年より、スイスのラグジュアリーグループであるリシュモンの傘下にある。

### 社名の発音
社名は2人の苗字"Jaeger"と"LeCoultre"を組み合わせたものである。"LeCoultre"は、本社があるスイスヴォー州の公用語であるフランス語読みで「ルクゥ（ル）トゥ（ル）」と発音される。これは英語圏でも近い発音で呼ばれ、日本語読みもこれに準じている。一方で、"Jaeger"は、当人がフランスとドイツの国境に位置するアルザス地方の生まれであったことから、フランス語読みの「ジェイジャー」とドイツ語読みの「イェーガー」の2通りの発音が存在する。本社があるスイスヴォー州では前者の発音で呼ばれる一方、英語圏では後者の発音で呼ばれることが多い。またフランス語圏および英語圏では「ジェイガー」という発音で呼ばれることもあり、日本語読みはこちらに準じている。

## 歴史

### ルクルト家
スイスにおけるルクルト家の最初の記録は、16世紀にさかのぼる。フランス人のユグノーだったピエール・ルクルト（1530年頃〜1600年頃）が、宗教的な迫害を受けてフランスのリジー=シュール=ウルクからジュネーブへと逃れる。1558年に「住民」として認められたものの、その翌年になってようやくジュウ渓谷の土地を得る。時間とともに小さなコミュニティが形成されていき、1612年、ピエール・ルクルトの息子がその地に教会を建て、それがル・サンティエ村の始まりとなった。今日、ジャガー・ルクルトのマニュファクチュールが建っているのはまさにこの場所である。

### マニュファクチュール

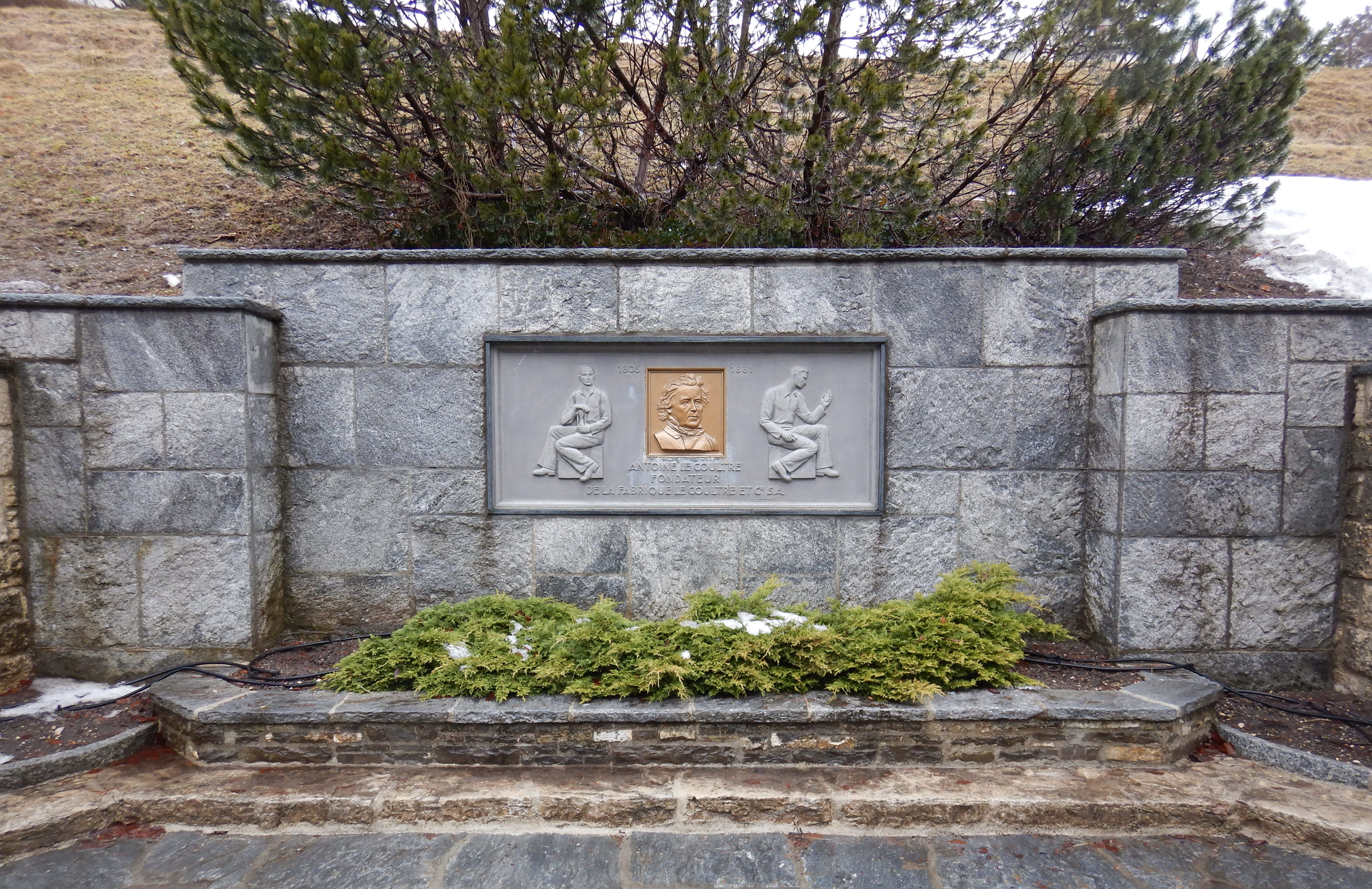
ジャガー・ルクルトの工房近くにあるアントワーヌ・ルクルトの記念碑

1833年、アントワーヌ・ルクルト(1803-1881) がスチールから時計のカナを切り出す機械を発明。これに伴い、アントワーヌは、ル・サンティエに時計製造の小さなアトリエを開き、高品質のタイムピースを製造するためのスキルを磨いていく。1844年、アントワーヌは世界で最も正確な測定器、ミリオノメーターを発明し（#ミリオノメーターを参照）、1847年には、巻上げと時計のセッティングに鍵を必要としないシステムを開発する（#鍵なし（竜頭巻き）時計を参照）。その4年後には、ロンドンで開かれた初の万国博覧会で、タイムピースの精度と機械化の実績が認められ、金メダルを授与される。
1866年、時計製造がまだ数百の小さな家内工房に依存していた頃、アントワーヌと息子のエリー（1842-1917）は、ジュウ渓谷に初の本格的なマニュファクチュール、LeCoultre & Cie を創設し、時計製作に関わる数多くの技術を一つ屋根の下に集結した。1870年には、このマニュファクチュールの下で、複雑機構を備えたキャリバーの生産工程の一部に初めて機械化が導入される。
同じ年、マニュファクチュールで働く従業員は500人を数え、LeCoultre & Cie は「ジュウ渓谷のグランド・メゾン」として知られるようになる。1900年までに350種類以上のキャリバーが製造され、うち128種類はクロノグラフ機能を、99種類はリピーター機構を搭載。1902年以降30年間にわたり、LeCoultre & Cie は、ジュネーブのパテック・フィリップ向けムーブメントの大半を製造していた。

### ジャガー・ルクルト

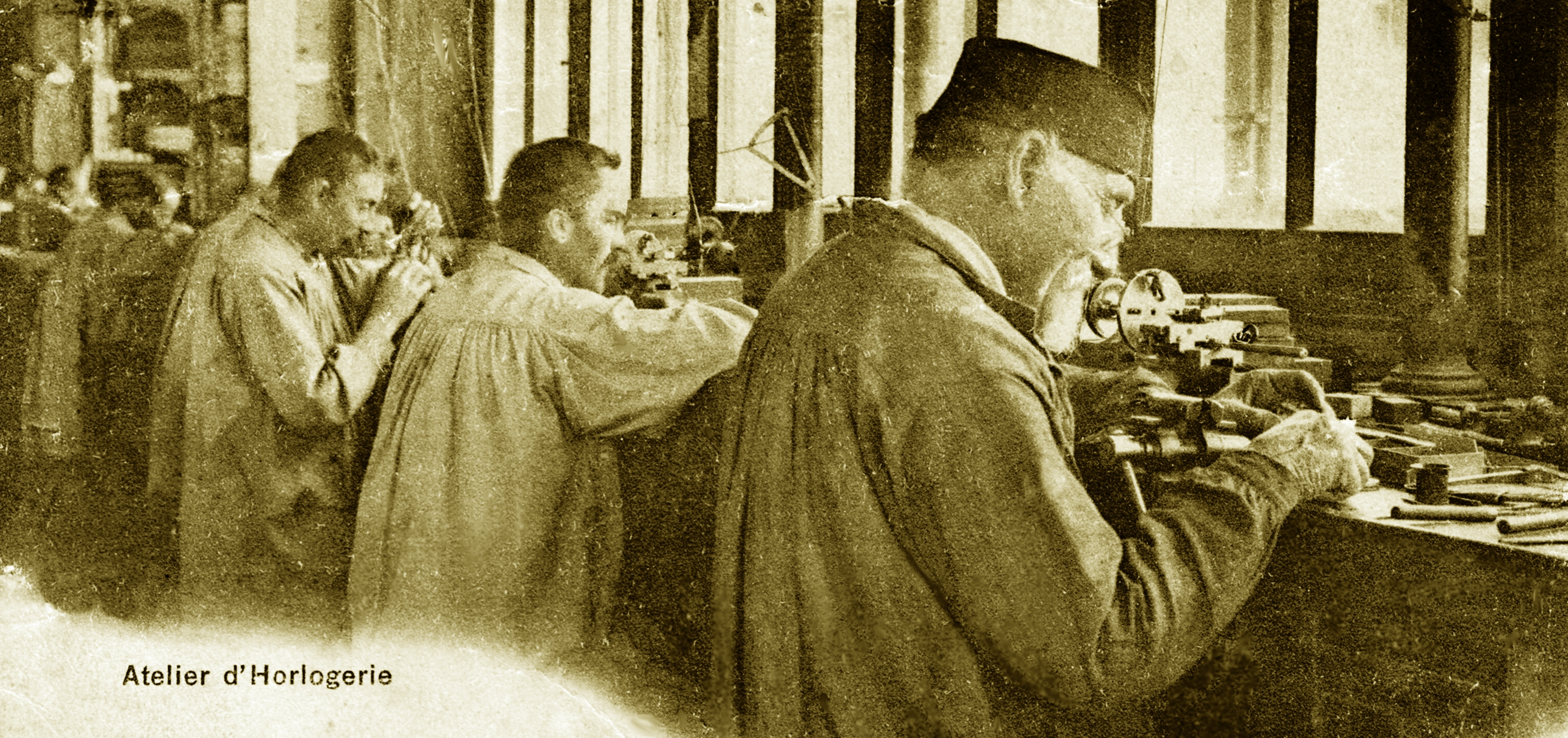
1903年当時のルクルトの工房

1903年、パリに拠点を置きフランス海軍向けの時計を製造していたエドモンド・ジャガーが、スイスの複数の時計職人に対し、自らが発明した超薄型キャリバーを開発・製造してほしいと注文をつける。
アントワーヌ・ルクルトの孫にあたり、LeCoultre & Cie の製造責任者だったジャック・ダヴィド・ルクルトは、この課題に挑み、超薄型懐中時計のコレクションを製作。1907年には、ルクルト製キャリバー145を搭載した世界で最も薄い懐中時計を製作する（#ルクルト製キャリバー145を参照）同年、ジャガーは顧客であったフランスの宝石商カルティエと、今後15年間、すべてのジャガーのムーブメントをカルティエ専用とする契約を締結し、そのムーブメントはルクルトで製造された。
こうしたジャガーとルクルトの協力関係により、1937年、ジャガー・ルクルト ブランドが正式に誕生する。ただし、1932年から1985年頃まで、北米ではルクルトの名で腕時計が販売され、その後、世界的にジャガー・ルクルトの名に統一された。会社の記録によると、アメリカのルクルト製腕時計に使用された最後のムーブメントは、1976年にル・サンティエから出荷されている。 
一部のコレクターや誤解したディーラーの間では、アメリカのルクルトはスイスのジャガー・ルクルトと無関係であるという間違った主張がされていた。この誤解は1950年代にさかのぼり、北米でルクルトの腕時計を販売していたロンジン-ウィットナーグループはヴァシュロン・コンスタンタンの販売も請け負っていたのだが、コレクターがこの流通ルートと時計メーカーを混同したことが原因と思われる。ジャガー・ルクルトの愛好家であるザフ・バシャによると、高級市場向けのミステリーダイヤル ダイヤモンド ウォッチ「ギャラクシー」は、ヴァシュロン・コンスタンタンとアメリカ市場向けルクルトの共同作品で、前面に「ルクルト」の刻印、ケースには「ヴァシュロン・コンスタンタン - ルクルト」の刻印が刻まれている。ルクルトの商標は1985年に終了し、その後、ジャガー・ルクルトの商標に替わった。

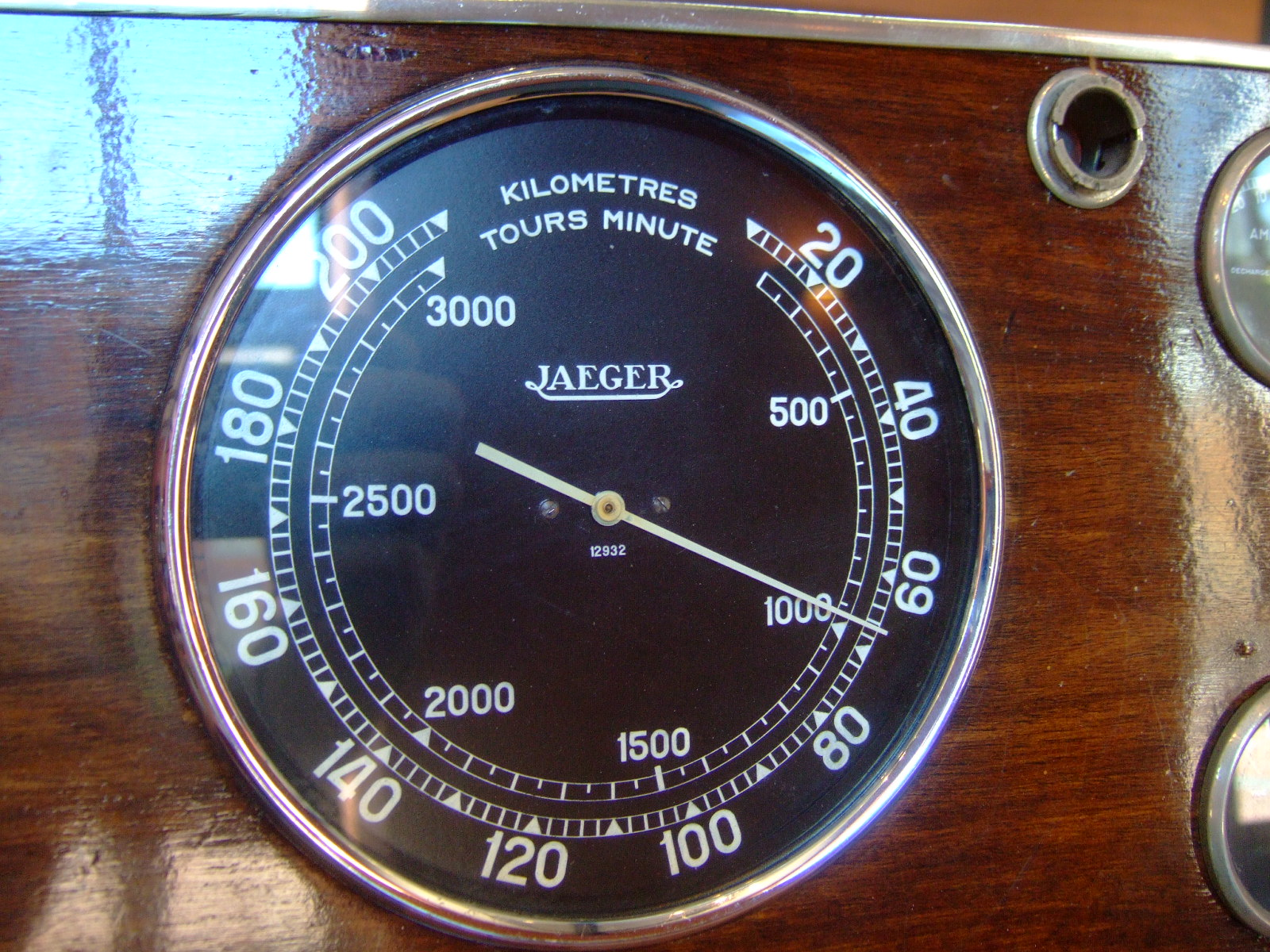
クラシックカーに取り付けられているジャガー社製のスピードメーター

なおスイスのルクルトとフランスのジャガーは、1921年にイギリスで会社Ed. Jaeger (London) Limitedを設立し、高級車向けの計器類の製造を開始している。1927年、ジャガー・ルクルトは会社の75パーセントをSmith & Sons社に売却し、1937年に社名をBritish Jaeger Instruments Limitedに変更した。この会社は戦後に入ってもしばらく自動車の計器類を製造しており、その中にはフェラーリなどのレーシングカーブランドの計器類も含まれていた。

### 発明
ジャガー・ルクルトは、創業以降、1,242種類以上のキャリバーを製造し、約400件の特許を取得、数百の発明を成している。 

#### ミリオノメーター
1844年にアントワーヌ・ルクルトが発明したミリオノメーターは、ミクロン単位を測定できる史上初の計器で、これにより正確な時計部品の製造が可能となった。当時スイスにはこのようなシステムは存在しなかったため、これに関する特許は取得されなかったが、その独自の構図は50年以上社内で厳重に保管され、使用されている。ミリオノメーターは、1900年のパリ万国博覧会 で発表された。

#### 鍵なし（竜頭巻き）時計
1847年、アントワーヌが鍵の要らない竜頭巻きの時計を発明。これは、時計の巻上げとセッティングを鍵なしで行えるという、簡単で信頼度の高い最初のシステムとなった。時計の機能を切り替えるレバーの作動には、鍵の代わりに小さな押しボタンが使用されている。他の時計メーカーでもこのシステムを迅速に導入できるよう、ジャガー・ルクルトはこのシステムの特許を取得していない。

#### ルクルト製キャリバー145
1907年、ルクルト製キャリバー145が厚さ1.38mmという世界で最も薄いムーブメントの記録を樹立。今なお、懐中時計用ムーブメントとして最も薄い記録を保持している。 

### グランド・コンプリケーション
1866年、LeCoultre & Cie が時計製造史上初めて、小型の複雑機構を搭載したキャリバーを量産製造する。1891年には、クロノグラフとミニッツリピーターを組み合わせたダブル・コンプリケーション・キャリバーを発表する。
その後、1890年代中頃には、超複雑機構や、少なくとも伝統的な3大複雑機構である永久カレンダー、クロノグラフ、ミニッツリピーターを備えた腕時計の製造を開始。
2004年、ジャガー・ルクルト初のグランド・コンプリケーション キャリバーを搭載した腕時計、ジャイロトゥールビヨンIを製作。これは、2本の軸を中心に回転するトゥールビヨンに加え、ダブル・レトログラード表示付き永久カレンダーと均時差表示表示を備えている。2006年には、レベルソ・グランド・コンプリカシオン・トリプティックを発表。これは、時計製造の歴史では初めて、たった1つのムーブメントによって3つのダイヤルが駆動する時計で、2009年には、世界で最も複雑な腕時計である、26もの複雑機構を搭載したハイブリス・メカニカ・グラン・ソヌリを発表した。

### 歴史的なタイムピース

#### レベルソ
ラテン語で「回転する」という意味を持つレベルソは、インドに駐在していたイギリス人将校の依頼により、ポロ競技の際の衝撃に耐えることができる時計として1931年に製作された。ケースが反転し、時計のガラスを保護できる仕組みとなっている。アール・デコ様式に則ったクラシカルなデザインで、ケース上下には3本のライン「ゴドロン装飾」があしらわれ、ケースの縦横比は黄金比で構成されている。今日も当時とほぼ変わらないデザインで製造されている。なお、1992年からベーシックモデルに搭載されているキャリバー822は名機と誉れ高く、このキャリバー822をA.ランゲ&ゾーネが転用したことで生まれたタイムピースの一つが名作「ランゲ1」である。

#### デュオプラン
1925年、小型化と精度の両方を実現したルクルト製キャリバー7BFデュオプランが発表された。当時は小さな腕時計が流行していたが、小型のキャリバーは信頼性に欠けるものも少なくなかった。そこで、エドモンド・ジャガー商会でテクニカルディレクターを務めていたアンリ・ロダネがデュオプランを開発。その名のとおり二層構造にすることで、大型のままでテンプを維持できるようにした。
また、デュオプランは、初めてステンレススチールにジェムセッティングを施した腕時計のひとつでもある。1929年には、時計製造で初めて、ガラスの代わりにサファイアクリスタルを採用した。デュオプランは、ロンドンのロイズによる特別なアフターサービスが保証されていた。また、ムーブメントが損傷を受けた場合、数分で交換することが可能で、ロンドンのブティックオーナーだったタイム氏は、ウィンドウに「タバコ1本を吸い終わらないうちに時計の修理が終わります」との掲示を出した。

#### ジュワイアリー101
デュオプランを経て、1929年には、世界最小の機械式ムーブメント、キャリバー101が発表される。74個の部品（現在は98個）で構成されるこのキャリバーは、重さが1グラムほどしかない。1930年代には、キャリバー101を搭載した次のシリーズとして、ジュワイアリー101・エトリエが発表され、1953年には、英国女王エリザベス2世が自身の戴冠式でジャガー・ルクルト製キャリバー101を着用した。

#### アトモス

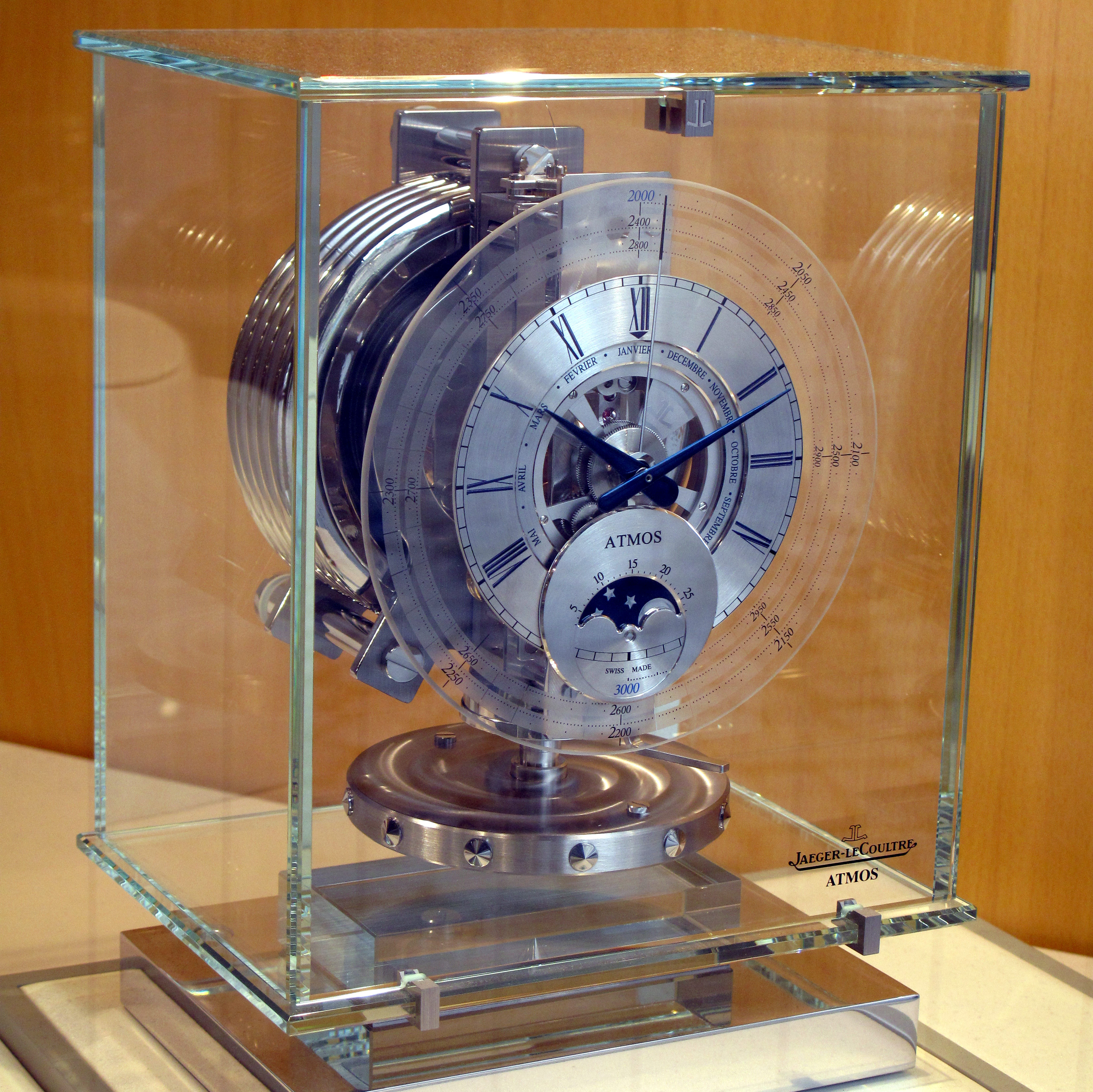
アトモス

アトモスは、人の介入を必要とせずに半永久的に動き続ける置時計で、ほとんどエネルギーを必要としない。1928年にスイスのエンジニア、ジャン・レオン・ルターがヌーシャテルで発明したアトモスは、1950年以降、スイス連邦の公式の贈答品となっている。1928年に特許を取得した最初のモデルは、現在アトモス1として知られているモデルで、1930年に放射線医学社 (CGR) により販売された。
その後、ジャガー・ルクルトが1936年にフランスで、1937年にスイスで特許を購入。ジャガー・ルクルトはその後10年をかけてこの置時計を完璧に仕上げ、1946年に現在の技術形式で製造を開始した。
1988年、ケーラー&リコウ設計事務所が2台限定でアトモス用ショーケースを製作。2003年には、ジャガー・ルクルト製キャリバー583で駆動する1,460個の部品で構成されたアトモス・ミステリユーズが発表された。

#### メモボックス

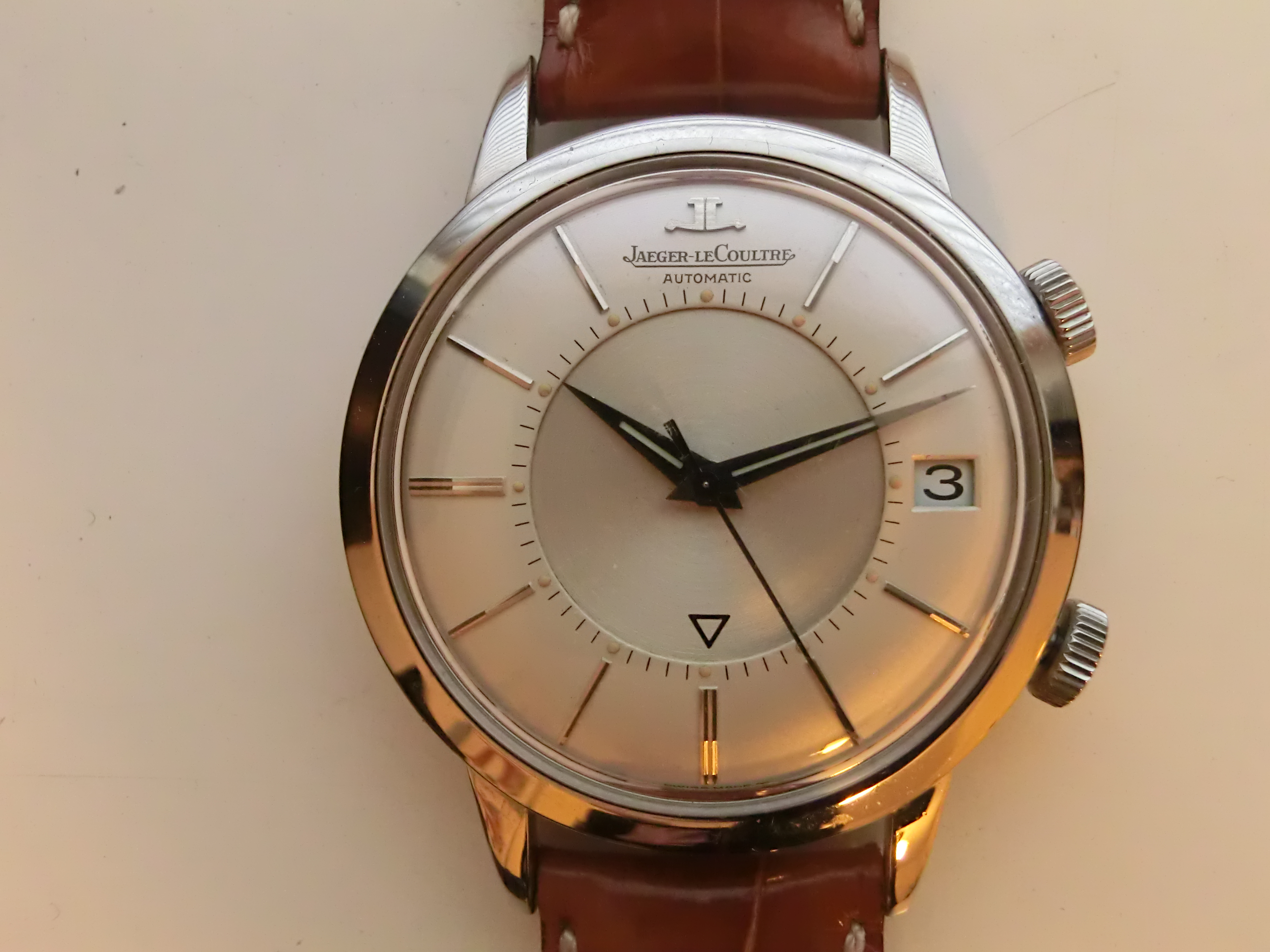
メモボックス

1950年、ジャガー・ルクルトは、「記憶の声」を意味するメモボックスを発表する。そのストライキング機構は、目覚ましや待ち合わせ、時刻表としても使用することができ、最初のモデルは手巻で、ジャガー・ルクルト製キャリバー489を搭載していた。
1956年、ジャガー・ルクルト製キャリバー815を搭載したメモボックスが発表され、これは世界初のアラーム付き自動巻腕時計となる。そのすぐ後には、創業125周年を記念してメモボックス・ワールドタイムが発表される。1959年には、ダイバーに浮上を知らせるための特別なアラームを搭載したメモボックス・ディープシーが発表され、1965年には、水中での音の伝達を最適化するためにトリプルケースバック（特許取得済み）を備えたメモボックス・ポラリスが発表された。
メモボックス・ポラリスは、現在のマスター・コンプレッサー ラインやAMVOXラインの源流となったモデルで、2008年にメモボックス･トリビュート・トゥ・ポラリスの名で復刻された。

#### ジオフィジック
1958年、ジャガー・ルクルトは国際地球観測年を称え、耐磁、耐衝撃、防水に優れた腕時計、ジオフィジック･クロノメーターを発表した。これは、南極大陸の科学的な基礎概念を探る研究のための腕時計として、ジャガー・ルクルトに古くから勤めるジュール＝セザール：サヴァリが企画したものである。ジャガー・ルクルト製キャリバー478BWSを搭載し、17個の石、ブレゲヒゲゼンマイ、テンプ受け上のレギュレーターゼンマイ、緩衝調整装置、グリュシデュール製テンプを備えている。ジオフィジックは、発表された年に、北極経由で初めて太平洋と大西洋を渡ったアメリカの原子力潜水艦ノーチラス号のキャプテンウィリアム・ロバート・アンダーソンに贈られた。

## コレクション

### レベルソ
1931年からの歴史を誇るレベルソは、ジャガー・ルクルトのアイコンとしての地位を確立している。レベルソ・クラシック、レベルソ・ワン、レベルソ・トリビュートの３つのラインで構成されており、反転によって出現する特徴的なケースバックには、クラシカルなソリッド仕上げのほか、エナメル装飾、エングレービング、細密画や、第2時間帯を表示する2つ目のダイヤル（レベルソ・デュオ）、または異なるスタイルで同じ時を告げるダイヤル（レベルソ・デュエット）なども選択することができる。

### マスター
今日、キャリバー101とアトモスを除くすべてのジャガー・ルクルト製タイムピースには、1000時間コントロールテストが実施されている。
このテストはマスター・コントロール ラインに端を発するもので、1992年、信頼性と精度を向上させる目的で1000時間、つまり6週間以上に及ぶ6つの検査が完成した腕時計に課された。その後、マスター ラインは、マスター・ウルトラスリム、マスター・グランド・トラディション、マスター・エクストリームと続いている。

#### マスター・コンプレッサー
マスター・コンプレッサーはハイテクケースと高級時計製造ムーブメントを組み合わせたラインである。マスター・エクストリーム ラインに含まれるマスター・コンプレッサーは、1965年製メモボックス・ポラリスにインスピレーションを得て、2002年に発表された。マスター・コンプレッサーの名は、ケースの防水性を保証するジャガー・ルクルト特有の圧縮キーに由来する。
マスター・コンプレッサー・エクストリーム・ラボは、世界で初めて、注油を必要としない腕時計として発表され、ジャガー・ルクルト史上最も複雑な高性能クロノグラフを搭載していた。マスター・コンプレッサーのネイビー・シールズ モデルは、アメリカ海軍のエリートダイバー集団が遂行する任務に伴う過酷な条件に耐えられるよう設計されている。

### デュオメトル
デュオメトル ラインは、1880年に製造されたクロノメーターに着想を得たもので 、2つの独立したメカニズムがひとつの調速機構によって連動するデュアル・ウィング ムーブメントに基づいている。2つの独立したメカニズムは、それぞれが固有の動力源と輪列を持ち、一方がテンプに動力を供給し、もう一方が諸機能を制御する。この方法により、1/6秒単位での計測の信頼性が保たれ、1つまたは2つの複雑機構を使用するまでもなく正確なクロノメーター機能を実現できる。

### ランデヴー
ランデヴー ラインは、マスター・コントロール ラインに着想を得た女性向けコレクションで、マザー・オブ・パールのマルカットリーをあしらったダイヤルと、ダイヤモンドをあしらった丸型のタイムピースが特徴的である。
ランデヴー・ナイト&デイは、6時位置に太陽と月のディスプレイによるデイ／ナイト表示を備え、ダイヤモンドをセッティングしたベゼル、自動巻ムーブメントを搭載している。より大型のランデヴー・トゥールビヨンは、重力の影響を最小限に抑える回転ケージを内蔵し、日付表示を備えたモデルもある。

### ポラリス
スポーツ精神から着想を得たポラリスコレクションは、1968年に誕生したダイバー向けのタイムピース、メモボックス・ポラリスに由来する。水面に再浮上する時間をダイバーに音で伝えるアラームムーブメントや、直径42mmの大胆なケースデザイン、3つの独特なリューズで個々の機能を調整する仕様などを特徴としている。

### アトモス
アトモスは、人の介入を必要とせずに半永久的に動き続ける置時計で、ほとんどエネルギーを必要としない。大気中の温度や気圧のわずかな変化からエネルギーを供給し、人の介入なしに何年も動き続ける。感温性の混合ガスを封入した密閉カプセルによって巻き上げられる仕組みで、わずか1度の変化で2日分のエネルギーを十分蓄えることができる。
テンプは髪の毛よりも細い鋼合金の糸で吊り下げられており、1分間に2回振動する。また、輪列は、注油の必要がない。アトモスはその優れた精度で知られており、たとえばムーンフェーズ搭載モデルは、3,821年に1日の誤差しか生じない。

### ハイブリス・メカニカ
ハイブリス・メカニカは、ジャガー・ルクルトのグランド・コンプリケーション タイムピースのためのコレクションで、各モデルに固有の複雑機構を備え、その多くが時計製造で初めての特徴を誇る。デュオメトル・スフェロトゥールビヨンは、秒単位で時間調整が可能なトゥールビヨンを備えている。レベルソ・ミニッツリピーター・リドーは、2枚のダイヤルの一方を覆う3枚目のダイヤルとして、ミニッツリピータースクリーンを搭載している。マスター・グランド・トラディション・グランド・コンプリケーションは、天体の動きに沿ったフライングトゥールビヨンを搭載。恒星時を表示し、カテドラルゴングによるミニッツリピーターも備えている。ハイブリス・メカニカ・グラン・ソヌリは、ビッグ・ベンの鐘の音色を鳴らすゴングを搭載。レベルソ・ジャイロトゥールビヨン 2は、球体トゥールビヨン、反転式ケース、シリンダー形ヒゲゼンマイを搭載している。マスター・コンプレッサー・エクストリーム・ラボは注油を必要としない。ジャイロトゥールビヨン1は、あらゆる姿勢で重力の影響を相殺する3次元のトゥールビヨンを搭載している。

### ハイジュエリー
ハイジュエリー コレクションは、装飾的デザインと、貴金属やプレシャスストーンを用いたタイムピースのラインで、2013年初頭時点で、ジュワイアリー101・フォイユ、ジュワイアリー101・レジイユ、グランド・レベルソ 101・アールデコ、エクストラオーディナリーウォッチ、ラ・ローズ、そして、ジャイロトゥールビヨン1の5つのタイムピースを揃える。

## パートナーシップ

### カーサ・ファリアーノ

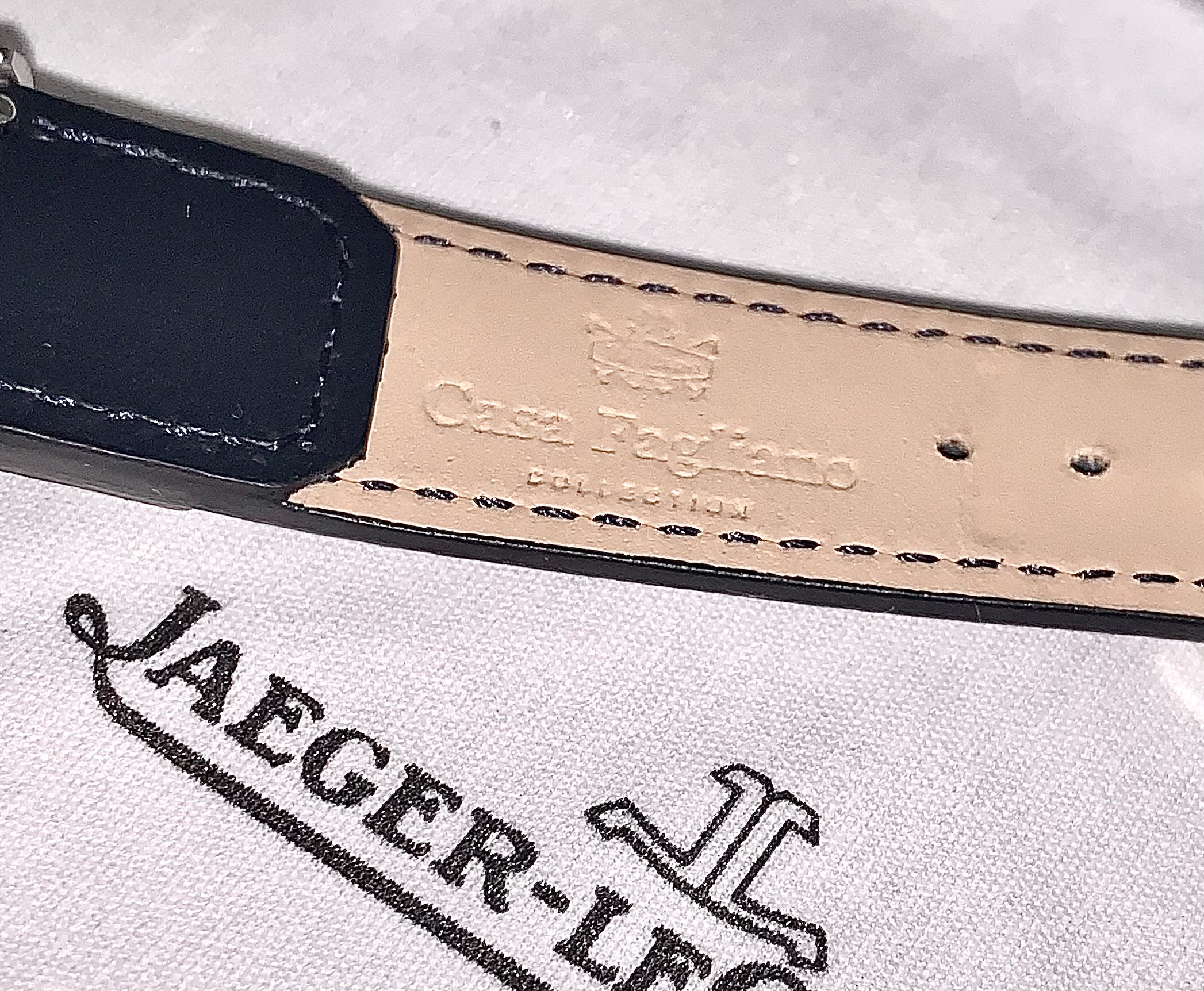
レベルソに付属しているカーサ・ファリアーノ製のレザーストラップ

ジャガー・ルクルトは2011年より、アルゼンチンに拠点を置く1892年創業の名門ポロブーツブランド「カーサ・ファリアーノ」（Casa Fagliano）とパートナーシップを結んでおり、同じくポロをルーツに持つ「レベルソ」コレクション用にレザーストラップを製作している。

## 著名なパトロンおよびオーナー
- エドワード8世（イギリス王）[43]

ケースバックに王冠のマークと1937の刻印が施された、エドワード8世のために製作されたレベルソが現存している。
- エリザベス2世（イギリス女王）[44][45]

1953年に行われた自身の戴冠式でキャリバー101を着用した。また、2012年の女王即位60年を記念したダイヤモンド・ジュビリーの際には、ジャガー・ルクルトからホワイトゴールドの新しいキャリバー101が贈呈された。なお、プライベートではレベルソも所有していた。
- チャールズ3世（イギリス王）[45]

レベルソがプライベートコレクションの中に含まれている。
- ユリアナ（オランダ女王）[46]

女王のために特別に製作された、ダイヤモンドで装飾されたブレスレット型の腕時計を所有していた。この時計はその後、孫の妻であるマクシマ王妃が着用している姿が確認されている。
- ウィレム＝アレクサンダー（オランダ王）[47]

長女カタリナ・アマリア王女の洗礼式の際に、マスター・コントロール・カレンダー・ムーンフェイズを着用した。
- パブロ・ピカソ（画家）[48]

トリプルカレンダーを着用している姿が写真に残されている。
- チャールズ・チャップリン（俳優）[49]

1953年にチャップリンがスイスのヴォー州に移住した際に、ケースバックに”Hommage du gouvernement Vaudois à Charlie Chaplin – 6 octobre 1953.”と刻印された34.5mmメモボックスが贈呈された。また1972年にスイスの報道写真家協会から賞を受賞した際には、アトモスが贈呈された。
- ダグラス・マッカーサー（軍人）[50]

2015年、マッカーサーが個人的に所有していたと考えられるレベルソが発見された。ケースバックにはマッカーサーのイニシャルが刻印されていた。
- アメリア・イアハート（飛行士）[51]

イアハートがメキシコシティからニューヨークまで飛行し、記録を樹立したことを記念して、ケースバックにメキシコシティ-ニューヨーク間の絵柄が施されたレベルソが1935年に製作された。
- リンドン・ジョンソン（政治家）[52]

ケースバックに大統領の印章が刻まれたメモボックスを所有していた。
- ビル・クリントン（政治家）[53]

マスター・コンプレッサー・ダイビングアラーム・ネイビーシールズを公の場で度々着用している。
- 白洲次郎（実業家）[54]

JSのイニシャルの鎖がついた懐中時計が『武相荘』に所蔵されている。
- 宮崎駿（アニメーター）[55]

2005年のヴェネチア国際映画祭で宮崎が「栄誉金獅子賞」を受賞した際に贈呈されたレベルソを愛用している。

### 架空の人物
- ドン・ドレイパー（英語版）（『マッドメン』Season1-3）[56]

レベルソを着用。
- ブルース・ウェイン（『ダークナイト・トリロジー』）[57]

レベルソを着用。
- ドクター・ストレンジ（『マーベル・シネマティック・ユニバース』）[58]

マスター・ウルトラスリム・パーペチュアルを着用。
- 杉下右京（『相棒』Season10、17、20、21）

レベルソを着用。